# Platysenta agnonia
Platysenta agnonia är en fjärilsart som beskrevs av George Francis Hampson. Platysenta agnonia ingår i släktet Platysenta och familjen nattflyn. Inga underarter finns listade i Catalogue of Life.